# 지정면 (의령군)
지정면(芝正面)은 대한민국 경상남도 의령군의 면이다. 군청 소재지에서 동부쪽 26km 떨어지고 낙동강과 남강이 합류하는 지점에 있는 면이다. 따라서 두 강을 끼고 창녕, 함안과 접하고 강변평야는 근래 수리시설 완비로 농사가 잘된다. 채소와 수박 농사는 유명하나 아직도 산간 농촌이라 할 수 있다.

## 연혁
- 신번현

1895년 조선 고종 32년에 의령군이 개설된 이래 ‘지산면’과 ‘이정동면’으로 구분되었다가, 1914년 3월 1일 일제강점기 양면이 병합하여 ‘지정면’으로 개칭하여 법정리 10개 마을로 구성하여 현재에 이르고 있다. 공업화로 인한 청년층의 인구가 창원, 마산, 부산 등으로 전출하며 매년 인구 감소 추세에 있다.

## 행정 구역
- 두곡리
- 봉곡리
- 성산리
- 태부리
- 유곡리
- 오천리
- 득소리
- 마산리
- 성당리
- 백야리

## 교육
- 지정초등학교
- 지정중학교

## 문화재
- 의령 이운용 묘 - 경상남도 기념물 제274호
- 의령 보덕각 - 경상남도 문화재자료 제66호
- 의령 쌍절각 - 경상남도 문화재자료 제656호
- 의령 유곡산성 - 미지정
- 의령 유곡리 고분군 - 미지정